# Infijo
En gramática, un infijo es un tipo de afijo productivo que se inserta en el interior de una raíz o lexema, con una función gramatical precisa y regular. Tipológicamente este tipo de afijos son raros en las lenguas del mundo, aunque las lenguas semíticas usan ampliamente infijos.
En gramática tradicional el término "infijo" ha sido usado para lo que hoy se llama interfijo, término introducido por Yákov Malkiel; modernamente se diferencia entre interfijos e infijos propiamente dichos. Un interfijo sería un afijo residual sin significado gramatical concreto, a diferencia de un infijo.

## Ejemplos
Las lenguas semíticas y otras lenguas afroasiáticas usan infijos profusamente, especialmente en forma de esquemas vocálicos regulares. En árabe muchos diminutivos de lexemas triconsonánticos C1C2C3 se forman infijando las vocales como C1uC2aiC3. En las lenguas semíticas las raíces consisten en secuencias de 2 ó 3 consonantes, en las que se insertan las vocales. Dichas vocales, en distintas combinaciones, constituyen un buen número de infijos flexivos en estos idiomas. 
El protoindoeuropeo también tiene un infijo *-n- aún presente residualmente en latín y en sánscrito:
(latín) raíz vic- 'vencer', vinc-imus 'vencemos' frente a vic-tus 'vencido'.
(latín) raíz liqu- 'dejar [atrás]', re-linqu-o 'dejo atrás' re-lic-tus 'dejado atrás, abandonado'.

## Pseudo-infijos
Lo más próximo a un caso de infijo en el español sucede con azúcar /aθúkar/, cuyo diminutivo parte el lexema: azuquitar /aθukitar/. Es un caso único que no permite inferir ninguna regla de construcción, pero que ayuda a aclarar la distinción de función y posición morfemática. Estos fenómenos, sin ser propiamente casos de parasíntesis, guardan alguna similitud con ella, ya que es un procedimiento de formación de nuevas palabras que no es estrictamente derivativo.

## Diferencia con los interfijos
Los interfijos no tienen función gramatical, sino que sirven de aumento fonológico en la unión entre dos afijos genuinos. Manuel Alvar, que dedica un espacio a este tipo de elementos en su libro La formación de palabras en español, señala que en español no tienen función gramatical alguna ni significativa; son, por tanto, átonos. En español su función es de enlace entre el monema léxico o lexema y otro afijo. Algunos ejemplos serían:
en-s-anch-ar.
voz-arr-ón.
puebl-ec-ito.
cafe-c-ito / cafe-l-ito / cafe-t-ito.